# Lost in London
Lost in London es una película estadounidense de comedia escrita y dirigida por Woody Harrelson. La película está protagonizada por Harrelson, Owen Wilson y Willie Nelson. La película fue filmada y proyectada en vivo en cines selectos el 19 de enero de 2017. Es la primera vez que una película se transmite en vivo en los cines.

## Reparto
- Woody Harrelson como él mismo.
- Eleanor Matsuura como Laura, la esposa de Woody.
- Owen Wilson como él mismo.
- Willie Nelson como él mismo.
- Martin McCann como Paddy.
- Sean Power como Dave.
- Amir El-Masry como Omar.
- David Mumeni como Alan.
- David Avery como Sayed.
- Nathan Willcocks como Eugene.
- Bono como él mismo (voz).
- Ali Hewson como ella misma (voz).
- Daniel Radcliffe como él mismo.

## Desarrollo

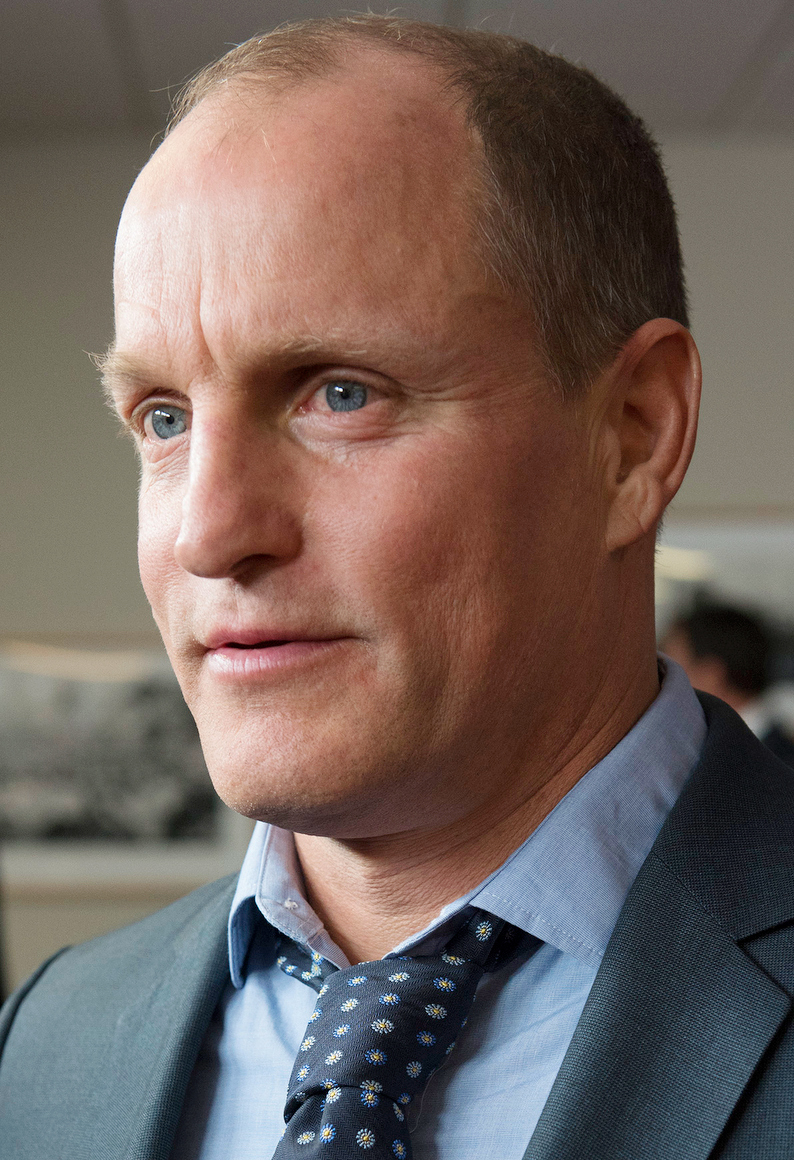
Woody Harrelson en 2016

La idea de la película llegó a Harrelson después de una noche en Chinawhite, un club en Soho, en 2002. Rompió un cenicero en un taxi de Londres, lo que lo llevó a ser perseguido por la policía en un taxi diferente, y pasar una noche en la cárcel. En la película, Harrelson, Wilson y Nelson se interpretan a ellos mismos en una historia basada en el evento real, donde Harrelson lucha por llegar a casa, mientras se topa con amigos y miembros de una familia real.
Harrelson anunció la película en septiembre de 2016. Según Harrelson, la película contiene 30 miembros del reparto y 14 lugares de filmación. La película también incluye escenas de persecución de autos y a pie. Es la primera película que ha dirigido Harrelson. La película fue producida por Harrelson y Ken Kao de Waypoint Entertainment, mientras que Fathom Events colaboró en la producción en vivo. Nigel Willoughby es el director de fotografía.  Comenzaron a rodar la película a las 2:00 a. m. UTC el 20 de enero, y se emitió en más de 550 teatros en los Estados Unidos a partir de las 9:00 p. m.  EST y 6:00 p. m. PST el 19 de enero. La película fue filmada en una sola toma con una cámara. El tiempo de duración es de aproximadamente 100 minutos. Después de la presentación en vivo, Harrelson participó en una sesión de preguntas y respuestas. Además de Harrelson, Wilson y Nelson, Zrinka Cvitešić también fueron elegidos. La película se estrenó oficialmente en Londres el 27 de enero de 2017.